# Dairsie Castle

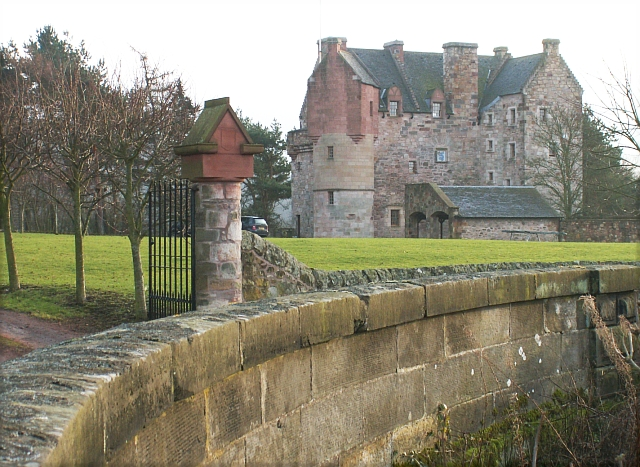
Dairsie Castle

Dairsie Castle ist eine Burg 1,3 Kilometer südlich von Dairsie. im Nordosten der schottischen Council Area Fife. Die restaurierte Burg liegt über dem Fluss Eden.

## Geschichte
Die erste an dieser Stelle errichtete Burg gehörte den Bischöfen von St Andrews und könnte im Auftrag von Bischof William de Lamberton, der sein Amt von 1298 bis 1328 bekleidete, erbaut worden sein. Das schottische Parlament tagte Anfang 1335 auf der Burg.
Im 16. Jahrhundert ließ die Familie Learmonth die Burg umbauen. James Douglas, 4. Earl of Morton, der damalige schottische Regent, belagerte die Burg 1575. König Jakob VI. weilte 1583, nach seiner Flucht vor dem Überfall auf Ruthven im Juni desselben Jahres, auf Dairsie Castle. Im 17. Jahrhundert wurde die Burg an John Spottiswoode (1565–1639), den Erzbischof von St Andrews, verkauft. Dieser ließ 1621 die alte Kirche von Dairsie in der Nähe der Burg errichten.
Dairsie Castle verfiel im 19. Jahrhundert, wurde aber in den 1990er-Jahren restauriert und wird heute als Feriendomizil betrieben. Historic Scotland hat es als historisches Bauwerk der Kategorie B gelistet, bis 1997, als die Renovierungsarbeiten begannen, galt es auch als Scheduled Monument.